# St. Alban (Taubenbach)
Koordinaten: 48° 16′ 30,2″ N, 12° 55′ 42,3″ O
Die katholische Pfarr- und Wallfahrtskirche St. Alban (auch St. Albanus) ist ein denkmalgeschütztes Kirchengebäude in Taubenbach, einem Ortsteil der Gemeinde Reut im Landkreis Rottal-Inn (Bayern). Sie ist dem Heiligen Alban von Mainz geweiht, der u. a. in Niederbayern große Verehrung erfährt. Die spätgotische Kirche gilt als Hauptwerk des Meisters von Taubenbach. Die Kirche dominiert den alten Ortskern und ist Teil eines komplett erhaltenen spätgotischen Bauensembles, bestehend aus Kirche, Wallfahrtskapelle St. Alban, Pfarrhof, Brunnenheiligtum und Friedhof.

## Geschichte und Architektur

### Vorgängerkirche
Von der Vorgängerkirche gibt es keine Beschreibung, es gilt aber als gesichert, dass es sich dabei um einen festen Bau aus Stein handelte. Er stand an der Stelle der heutigen Kirche, war etwa halb so lang und nach Osten ausgerichtet, allerdings leicht nach Süden verschoben. Die heutigen Chormauern und der Turm wurden mit dem Abbruchmaterial auf den Fundamenten der alten Kirche gebaut.

### Kirche St. Alban

Grundriss der Kirche St. Alban und Kapelle

Mit dem Bau des einschiffigen, verputzten Ziegelbaus wurde im letzten Drittel des 15. Jahrhunderts begonnen. Der Name des Baumeisters ist nicht überliefert, er wurde nach seinem Hauptwerk als Meister von Taubenbach genannt. An der Westseite des Chores ist das Jahr 1473 der Fertigstellung vermerkt.
Eine grundlegende Renovierung wurde zwischen 1981 und 1989 vorgenommen. Der achtgeschossige Kirchturm mit einer Höhe von 72 Meter wurde erst in den 1620er Jahren fertiggestellt.

### Innenraum
Der einschiffige Innenraum mit 4 Jochen verbindet sich mit dem etwas höheren zweijochigen Chor mit Fünfachtelabschluss. Beide werden von einem tonnenförmigen Gewölbe gedeckt. Im Kirchenschiff bilden Dreiparallelrippen ein regelmäßiges Rautennetz, im Chor sind die Rippen sternförmig. Der Kirchenboden ist nach Westen leicht abschüssig.

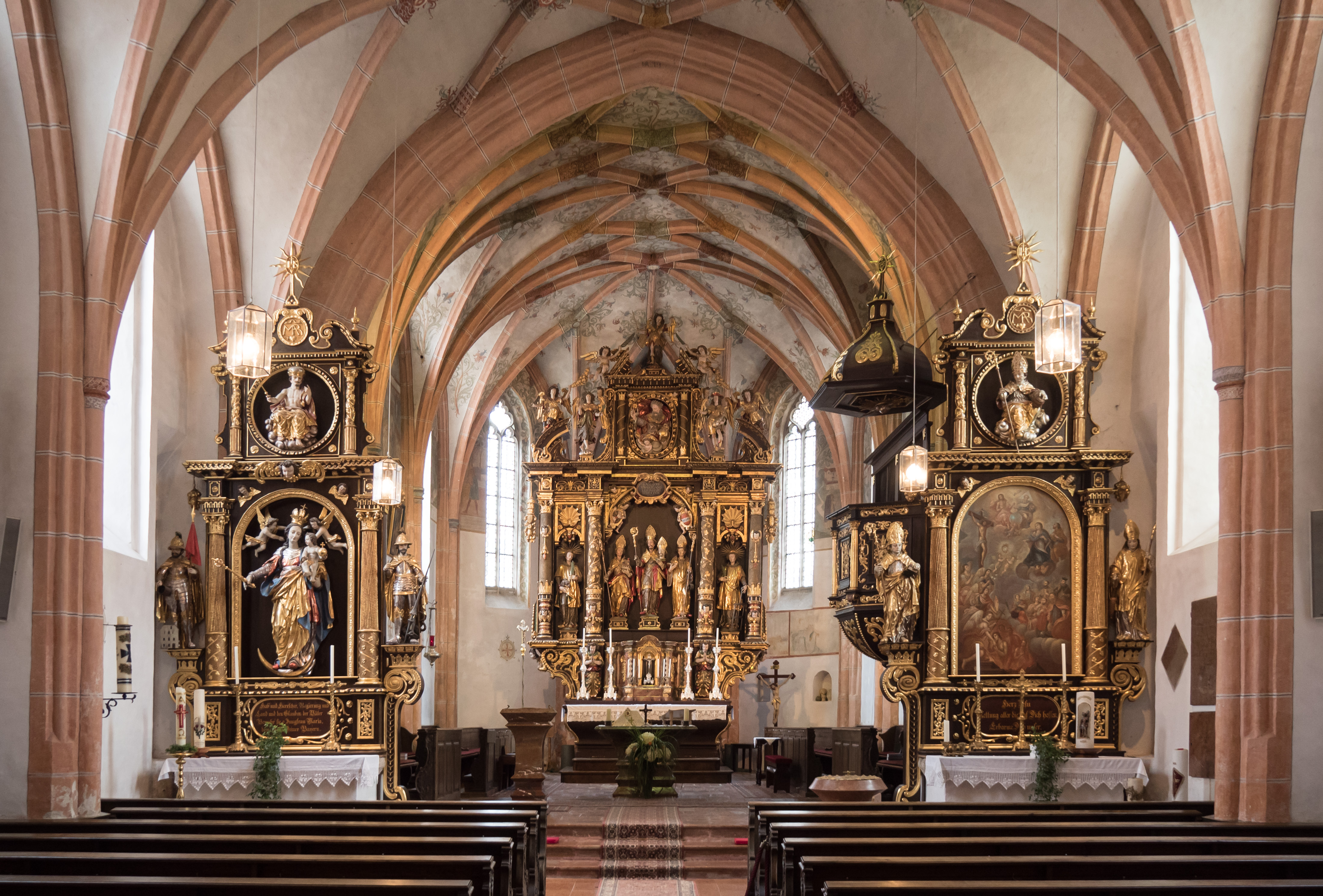
Hauptschiff und Chorraum mit den Altäre

Als Portal dient eine schwere Eichentür. Die spitzbogigen Fenster leiten ausreichend Licht in die Halle. An der Rückseite steht die Westempore mit Aufgängen, sie ist dreischiffig unterwölbt und nimmt die gesamte Wandbreite ein. Die ehemals vorhandene Sängerempore wurde 1981 beim Bau einer neuen Orgel abgebrochen.

#### Hochaltar
Dieser frühbarocke Altar wurde 1640–43 vom Schreiner Wolf Kinker und der Werkstatt der Bildschnitzer Martin und Michael Zürn aus Burghausen angefertigt. Die Fassung des Altars ergänzte Wolf Rechel. Im Mittelteil sind die Heiligen St. Alban, St. Wolfgang und St. Leonhard dargestellt, in den seitlichen Ädikulen St. Stephanus und St. Laurentius. Das Medaillon zeigt Gottvater, die Erzengel Michael, Gabriel und Raphael. Weitere Engeldarstellungen vervollständigen das Figurenprogramm.

#### Seitenaltäre und Kanzel
Beide Seitenaltäre (1641) stammen vom Schreiner Hans Kränischigg aus Braunau am Inn. Die Schnitzereien von Balthasar Mayr aus Burghausen und die Fassmalereien von Johann Vischer aus Braunau am Inn ergänzen die Altäre.
Die Kanzel befindet sich auf der rechten Seite und besteht aus einem Polygonkorpus mit Knorpelornamentfeldern und wurde ebenfalls im Jahr 1641 von Hans Kränischigg geschaffen.

#### Grabungen
Bei Grabungen im Jahr 1968 wurden unter dem Fußboden der Kirche zwei Gräber mit Skeletten gefunden, eines davon war wahrscheinlich ein Ritter, das andere ein Kind. In tieferen Erdschichten war ein Priester begraben, von dessen Ausstattung noch ein Messkleid und ein Gürtel erkennbar waren. Zwei aufgefundene Vertiefungen waren möglicherweise die im Mirakelbuch erwähnte Heilquelle und ein Taufbrunnen.

## Wallfahrtskapelle St. Alban

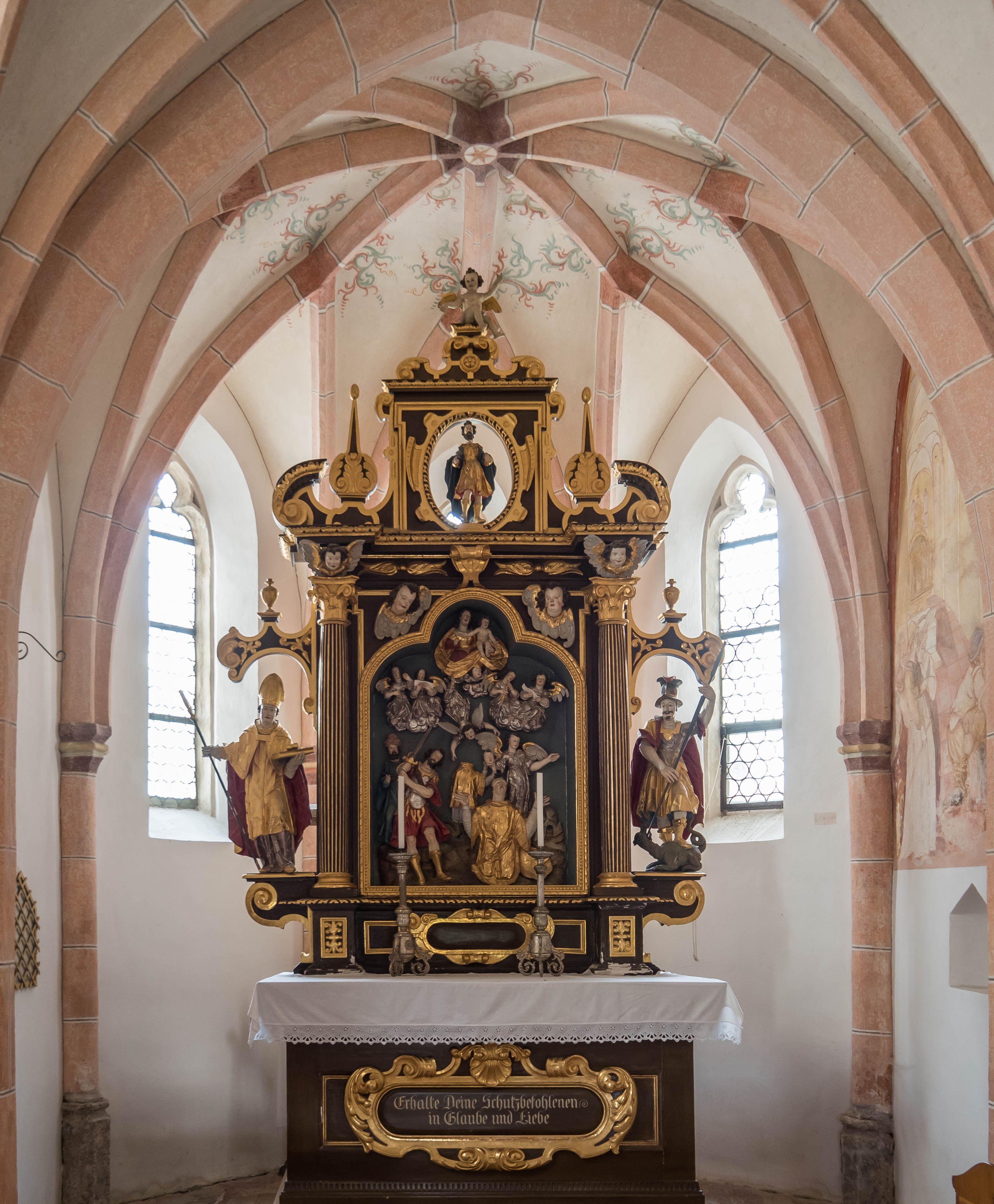
Altar der Wallfahrtskapelle Sankt Alban

Die Kapelle aus dem späten 15. Jh. befindet sich nördlich zur Pfarrkirche und ist durch einen im Jahr 1691 errichteten Gang verbunden. Architektonisch bilden zwei Joche mit Fünfachtelschluss und ein Chorbogen den Raum. Im Westjoch (nördliche Seite) zeigen Wandmalereien Szenen aus dem Leben des hl. Alban (um 1500). Die Schnitzereien gehen auf Hans Georg Weißenburger aus Landshut zurück.

## Der Pfarrhof
Der spätgotische Pfarrhof ist der älteste in der Diözese Passau, er ist äußerlich mit steilem Dach unverändert geblieben. Die Innenräume wurden den zeitgemäßen Bedürfnissen angepasst, die schwere Holzbalkendecke im Wohnzimmer und die Geschosseinteilung sind jedoch erhalten.